# Ben Wallace
Benjamin "Ben" Cameron Wallace (10 de setembro de 1974) é um ex-jogador de basquete profissional que atuou em diversas franquias da NBA. Ele estudou nas universidades de Cuyahoga Community College e Virginia Union University.
Após não ser selecionado no Draft de 1996, ele assinou com o Washington Bullets (atual Washington Wizards). Ele também jogou por Orlando Magic, Detroit Pistons, Chicago Bulls e Cleveland Cavaliers.
Ele ganhou 4 vezes o prêmio Jogador Defensivo do Ano da NBA, alcançando o recorde de Dikembe Mutombo. Wallace foi considerado como uma das peças-chave para o sucesso do Detroit Pistons no início dos anos 2000, eles chegaram a duas Finais da NBA, sendo campeão na temporada de 2003-04. 
Os Pistons aposentaram a sua camisa de número 3 em 2016. Ele foi nomeado finalista do Hall da Fama do Basquetebol em 2019, mas perdeu por pouco a indução. 

## Infância e educação
Wallace nasceu em White Hall, Alabama, sendo o décimo de onze filhos. Mais tarde, ele frequentou a Central High School, em Hayneville, onde recebeu prêmios jogando basquete, beisebol e futebol americano (como Linebacker). 
O ex-jogador, Charles Oakley, é o seu mentor, tendo o descoberto em um campo de basquete de 1991 e mais tarde recomendado Wallace para sua faculdade, Virginia Union.

## Carreira na faculdade
Wallace começou no basquete universitário na Cuyahoga Community College em Cleveland. Lá, as proezas defensivas dele foram mostrados e ele teve médias de 17,0 rebotes e 6,9 bloqueios. 
Ele se transferiu para a Virginia Union, uma universidade da NCAA Division II, onde estudou justiça criminal. Ele teve uma média de 13,4 pontos e 10,0 rebotes como membro do Virginia Union Panthers, a quem ele levou para a Final da Divisão II e um recorde de 28-3.
Depois de deixar a Virginia Union e não ter sido selecionado no draft da NBA, ele viajou para a Itália para um teste com a Viola Reggio Calabria.

## Carreira na NBA

### Washington Bullets / Wizards (1996-1999)
Wallace só jogou em 34 jogos por Washington na temporada de 1996-97 e não jogou muitos minutos. Na temporada seguinte, ele jogou em 67 jogos mas obteve uma média baixa de pontos (3,1) e rebotes (4,8). Ele conseguiu média de 1,1 bloqueios ao longo da temporada e seu jogo defensivo começou a solidificar sua identidade. 
Seus minutos aumentaram significativamente na temporada de 1998-99 e ele teve médias de 6,0 pontos, 8,3 rebotes e 2,0 bloqueios.
Washington foi incapaz de jogar os playoffs nas três temporadas.

### Orlando Magic (1999-2000)
Em 11 de agosto de 1999, Wallace foi negociado com o Orlando Magic em troca de Isaac Austin. 
Na temporada de 1999-2000, ele solidificou seu papel como titular, iniciando em todos os 81 jogos em que participou. Ele obteve uma média de 4,8 pontos, 8,2 rebotes e 1,6 bloqueios.
No entanto, Orlando não foi aos playoffs e, após a temporada, eles negociaram Wallace, junto com Chucky Atkins, ao Detroit Pistons em troca de Grant Hill.

### Detroit Pistons (2000-2006)

#### Ascensão e domínio defensivo (2000-2003)
Na temporada de 2000-01, Wallace teve sua temporada mais produtiva até o momento, com médias de 6,4 pontos, 13,2 rebotes e 2,3 bloqueios. Apesar disso, os Pistons não conseguiram chegar aos playoffs. 
A temporada de 2001-02 seria ainda melhor para Wallace, já que ele aumentou todas as suas médias para 7,6 pontos, 13 rebotes e 3,5 bloqueios. Seu forte jogo defensivo lhe rendeu o Prêmio de Jogador Defensivo do Ano da NBA, ao mesmo tempo em que foi nomeado para o Primeiro-Time Defensivo e para o Terceiro-Time All-NBA. Os Pistons venceu 50 jogos e a Divisão Central e derrotou o Toronto Raptors na primeira rodada dos playoffs antes de perder para o Boston Celtics nas semifinais da conferência. Wallace conseguiu pegar 20 ou mais rebotes três vezes em 10 jogos nos playoff, sua primeira experiência na pós-temporada.
A temporada de 2002–03 resultaria em outro Prêmio de Jogador Defensivo do Ano para Wallace, além de outra seleção para o Primeiro-Time Defensivo, além de ser nomeado para a Segunda-Equipe da NBA. Ele aumentou sua média de rebotes para 15,4. Os Pistons venceu 50 jogos e a Divisão Central novamente e derrotou Orlando em uma cansativa série de sete jogos na primeira rodada dos playoffs. Detroit derrotaria o Philadelphia 76ers em seis jogos, mas foi derrotado pelo New Jersey Nets nas finais da conferência. Wallace aumentou sua média de rebotes para 16,3 nos playoffs e alcançou 20 ou mais rebotes quatro vezes.

#### Finais de NBA (2004-2005)
Na temporada de 2003-04, Ben Wallace continuou entre os líderes da liga em rebotes (12,4) e bloqueios (3,2). Apesar de ter perdido o terceiro prêmio consecutivo de Jogador de Defesa do Ano para Ron Artest, Wallace aumentou sua média de pontos para 9,5 pontos e foi nomeado novamente para a Primeira-Equipe Defensiva e para a Segunda-Equipe All-NBA. 
Nos playoffs, os Pistons chegaram as finais da NBA pela primeira vez desde 1990. Contra o Los Angeles Lakers, os Pistons venceu o Jogo 5 por 100-87 para vencer o título da NBA. Wallace jogou bem contra Shaquille O'Neal nas finais e terminou os playoffs com médias de 10,3 pontos, 14,3 rebotes e 2,4 bloqueios.
Os atuais campeões esperavam defender seu título na temporada de 2004-05. Wallace continuou a dominar defensivamente tendo 2,4 bloqueios e 12,2 rebotes e aumentou sua produção de pontos no caminho para ganhar outro prêmio de Jogador Defensivo do Ano, além de mais uma seleção para a Primeira-Equipe Defensiva e para a Terceira-Equipe All-NBA. Nos playoffs, os Pistons venceram Philadelphia 76ers, Indiana Pacers e Miami Heat.
Desta vez, nas finais, Detroit enfrentaria o San Antonio Spurs, liderados por Tim Duncan, Tony Parker e Manu Ginóbili. Detroit perdeu a série e o título da NBA no Jogo 7. Wallace teve uma média de 10 pontos e 11,3 rebotes nos playoffs de 2005.

#### Temporada final em Detroit (2005-2006)
Apesar da derrota decepcionante nas finais, os Pistons voltaram vingativos na temporada de 2005-06, com Wallace ganhando outro prêmio de Jogador Defensivo do Ano, uma quinta seleção consecutiva para a Primeira-Equipe Defensiva e outra seleção para a Terceira-Equipe All-NBA. Ele foi nomeado para o All-Star pela quarta temporada consecutiva e liderou a liga em rebotes ofensivos totais com 301.
Detroit foi dominante ao longo da temporada, vencendo 64 jogos e conquistando a primeira colocação na conferência. Os playoffs começaram com uma vitória dominante sobre o Milwaukee Bucks na primeira rodada, seguida por uma cansativa vitória em 7 jogos contra o jovem Cleveland Cavaliers liderado por LeBron James. Isso deu a chance de acontecer a revanche nas finais da conferência com o Miami Heat. Os Pistons lutaram ao longo da série mas não conseguiram evitar a derrota na série 4-2.
A produção de Wallace nos playoffs caiu significativamente em comparação com as temporadas anteriores, já que ele teve apenas 4,7 pontos por jogo, 10,5 rebotes e apenas 1,2 bloqueios. 
No período de entressafra, ele virou um agente livre e assinou com o Chicago Bulls, encerrando assim uma era do Detroit Pistons.

### Chicago Bulls (2006-2008)

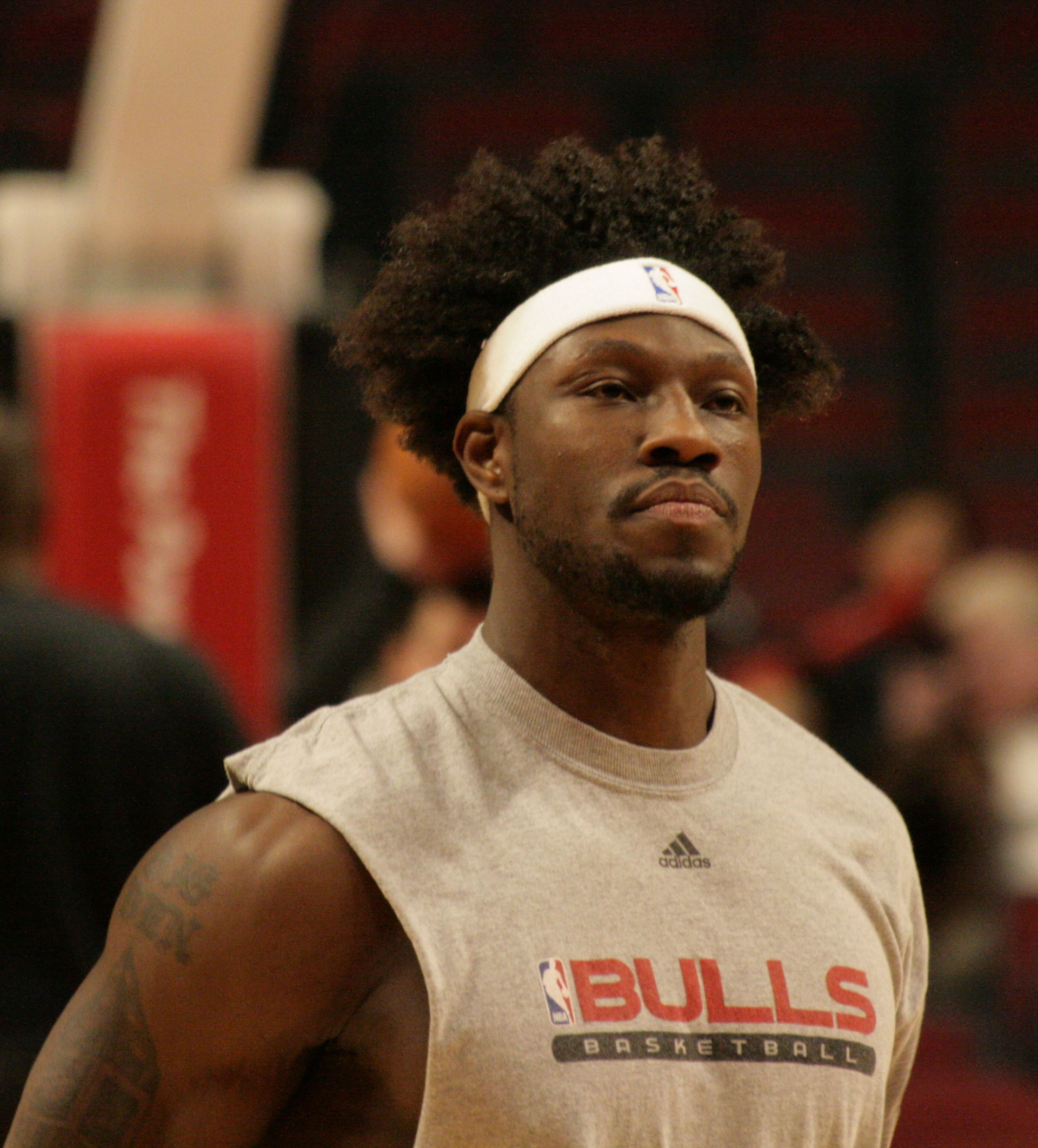
Wallace nos Bulls em 2008

Wallace concordou em um contrato de quatro anos e US $ 60 milhões com o Chicago Bulls.
Embora suas médias gerais tenham diminuído em relação aos anos anteriores, ele ainda conseguiu dois dígitos de média em rebotes (10,7) e teve 2 bloqueios por jogo na temporada.
Os Bulls venceu 49 jogos e enfrentou o atual campeão Miami Heat na primeira rodada nos playoffs. A série marcaria o quarto ano consecutivo em que Wallace enfrentou Shaquille O'Neal nos playoffs. Os Bulls chocaram o mundo e varreu Miami por 4-0.
Na rodada seguinte, Wallace reencontrou seu ex-time, o Detroit Pistons. Os Pistons dominaram a série e venceram por 4-2. Wallace teve uma média de 8,7 pontos e 9,5 rebotes em 10 jogos de playoff.
Após 50 jogos na temporada de 2007-08, Wallace foi negociado com o Cleveland Cavaliers em uma negociação de três equipes. 
Durante sua passagem de quase duas temporada em Chicago, Wallace enfrentou várias lesões no joelho e teve médias de 5,7 pontos, 9,7 rebotes, 1,9 assistências e 2,0 bloqueios.

### Cleveland Cavaliers (2008-2009)

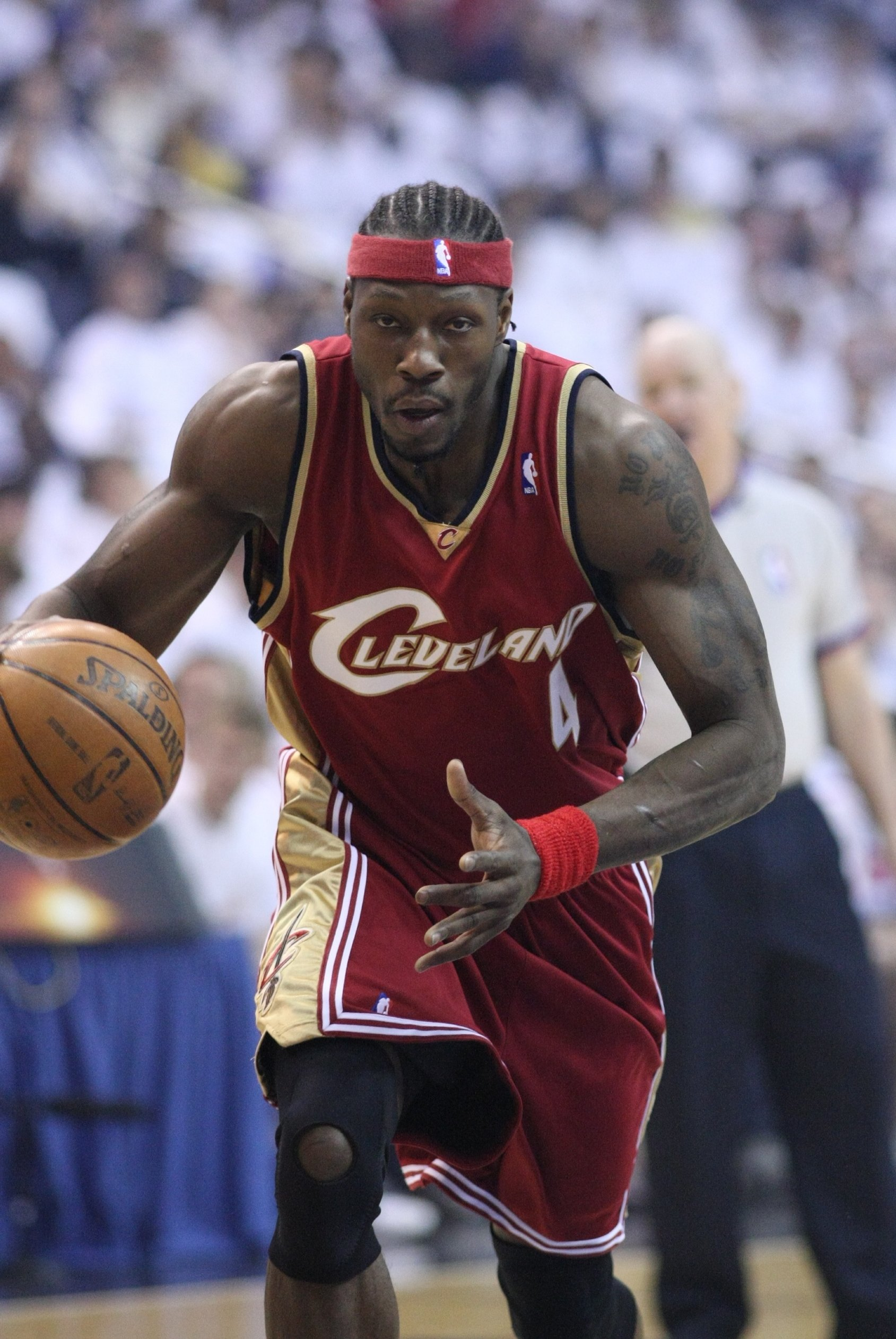
Wallace com os Cavaliers em 2008

Os Cavaliers tinham Zydrunas Ilgauskas como pivô da equipe, então o treinador Mike Brown mudou Wallace para a posição de ala-pivô. 
Ele jogou em 22 jogos da temporada regular e teve média de 4,2 pontos, 7,4 rebotes e 1,7 bloqueios. Nos playoffs, Wallace disputou 13 jogos e teve médias de 3,2 pontos, 6,5 rebotes e 1,1 bloqueios.
Mesmo com minutos limitados, ele teve um impacto significativo na defesa dos Cavaliers. Antes do primeiro jogo de Wallace com os Cavaliers, eles haviam permitido 98,2 pontos por jogo em 55 jogos. Depois de adquirir Wallace, a defesa do Cleveland terminou a temporada permitindo 96,7 pontos por jogo, a 9ª melhor marca da liga. Nos playoffs, eles melhoraram bastante, permitindo 87,8 pontos por jogo.
Em 25 de junho de 2009, Wallace foi negociado, junto com Sasha Pavlović, para o Phoenix Suns em troca de Shaquille O'Neal. Em 13 de julho de 2009, os Suns comprou o contrato de US$ 14 milhões de Wallace e o dispensou.

### Retorno aos Pistons (2009-2012)
Em 7 de agosto de 2009, Wallace concordou em assinar novamente com os Pistons em um contrato de um ano. Antes ele usava a camisa número 3 com os Pistons, mas mudou sua camisa para o número 6 ao retornar, permitindo que Rodney Stuckey mantivesse esse número. Em 11 de julho de 2010, Wallace concordou em um contrato de dois anos com os Pistons.
Em 4 de agosto de 2010, Wallace foi assinou novamente pelos Pistons. Em 30 de novembro de 2010, em uma derrota de 90-79 para o Orlando Magic, Wallace ultrapassou a marca de 10 000 rebotes em sua carreira, tornando-se o 34º jogador na história da NBA a alcançar essa marca.
Em 22 de dezembro de 2010, em uma vitória de 115-93 sobre o Toronto Raptors, Wallace jogou seu milésimo jogo, tornando-se o 95º jogador na história da NBA a alcançar esse recorde. Em 14 de fevereiro de 2012, Wallace jogou seu 1 055º jogo, superando o recorde de Avery Johnson de mais jogos feitos por um jogador que não foi selecionado.
Em 16 de janeiro de 2016, os Pistons aposentaram a camisa número 3 de Wallace.

## Perfil do jogador
Mesmo que seu tamanho fosse mais adequado para a posição de Ala-pivô, ele jogou principalmente como Pivô. Ele ficou conhecido por seus rebotes e bloqueio de arremessos e foi eleito o Jogador Defensivo do Ano da NBA em quatro temporadas. Ele é um dos únicos cinco jogadores a colecionar mais bloqueios do que faltas pessoais (mínimo de 150 jogos) e o único jogador entre os que também têm mais roubos de bola do que turnovers.
No entanto, Wallace nunca foi um artilheiro potente, tendo média de apenas 5,7 pontos em sua carreira. A maioria de seus pontos veio depois de rebotes ofensivos e cestas em transição. Wallace também detém o recorde de pior porcentagem de arremessos de lances livres na história da NBA, abaixo de 42% (mínimo de 1.000 tentativas).

## Vida pessoal
Wallace é casado com Chanda e é pai de dois filhos, Ben Jr. e Bryce, e uma filha, Bailey.
Wallace apareceu na capa da ESPN NBA 2K5. Seu tênis, o Big Ben, foi lançado em 5 de novembro de 2007 sob o selo Starbury de Stephon Marbury e vendido por US$ 14,98 nas lojas da Steve & Barry.
Em 2011, Wallace foi preso e acusado de DUI e de estar carregando uma arma escondida. Ele foi condenado a um ano de liberdade condicional.
Em março de 2014, Wallace foi condenado a um ano de prisão, com dois dias de suspensão, depois de se declarar culpado de deixar o local de um acidente em Richmond, Virgínia, em 8 de fevereiro de 2014.

## Pós-Carreira
Em 17 de maio de 2018, Wallace ingressou no Grand Rapids Drive da G-League como co-proprietário.

## Estatísticas

### Temporada regular
| Ano      | Equipe     | PJ   | PT  | MPP  | %TC  | %3P  | %TL  | RPP  | APP | ROB | TPP | PPP |
| -------- | ---------- | ---- | --- | ---- | ---- | ---- | ---- | ---- | --- | --- | --- | --- |
| 1996–97  | Washington | 34   | 0   | 5.8  | .348 | .000 | .300 | 1.7  | .1  | .2  | .3  | 1.1 |
| 1997–98  | Washington | 67   | 16  | 16.8 | .518 | .000 | .357 | 4.8  | .3  | .9  | 1.1 | 3.1 |
| 1998–99  | Washington | 46   | 16  | 26.8 | .578 | .000 | .356 | 8.3  | .4  | 1.1 | 2.0 | 6.0 |
| 1999–00  | Orlando    | 81   | 81  | 24.2 | .503 | .000 | .474 | 8.2  | .8  | .9  | 1.6 | 4.8 |
| 2000–01  | Detroit    | 80   | 80  | 34.5 | .490 | .250 | .336 | 13.2 | 1.5 | 1.3 | 2.3 | 6.4 |
| 2001–02  | Detroit    | 80   | 80  | 36.5 | .531 | .000 | .423 | 13.0 | 1.4 | 1.7 | 3.5 | 7.6 |
| 2002–03  | Detroit    | 73   | 73  | 39.4 | .481 | .167 | .450 | 15.4 | 1.6 | 1.4 | 3.2 | 6.9 |
| 2003–04  | Detroit    | 81   | 81  | 37.7 | .421 | .125 | .490 | 12.4 | 1.7 | 1.8 | 3.0 | 9.5 |
| 2004–05  | Detroit    | 74   | 74  | 36.1 | .453 | .111 | .428 | 12.2 | 1.7 | 1.4 | 2.4 | 9.7 |
| 2005–06  | Detroit    | 82   | 82  | 35.2 | .510 | .000 | .416 | 11.3 | 1.9 | 1.8 | 2.2 | 7.3 |
| 2006–07  | Chicago    | 77   | 77  | 35.0 | .453 | .200 | .408 | 10.7 | 2.4 | 1.4 | 2.0 | 6.4 |
| 2007–08  | Chicago    | 50   | 50  | 32.5 | .373 | .000 | .424 | 8.8  | 1.8 | 1.4 | 1.6 | 5.1 |
| 2007–08  | Cleveland  | 22   | 22  | 26.3 | .457 | .000 | .432 | 7.4  | .6  | .9  | 1.7 | 4.2 |
| 2008–09  | Cleveland  | 56   | 53  | 23.5 | .445 | .000 | .422 | 6.5  | .8  | .9  | 1.3 | 2.9 |
| 2009–10  | Detroit    | 69   | 67  | 28.6 | .541 | .000 | .406 | 8.7  | 1.5 | 1.2 | 1.2 | 5.5 |
| 2010–11  | Detroit    | 54   | 49  | 22.9 | .450 | .500 | .333 | 6.5  | 1.3 | 1.0 | 1.0 | 2.9 |
| 2011–12  | Detroit    | 62   | 11  | 15.8 | .395 | .250 | .340 | 4.3  | .7  | .8  | .8  | 1.4 |
| All-Star | All-Star   | 4    | 2   | 21.5 | .400 | .000 | .000 | 7.0  | .5  | 2.0 | 1.2 | 3.0 |
| Total    | Total      | 1088 | 912 | 29.5 | .474 | .137 | .414 | 9.6  | 1.3 | 1.3 | 2.0 | 5.7 |

### Playoffs
| Ano     | Equipe    | PJ  | PT  | MPP  | %TC  | %3P  | %TL  | RPP  | APP | ROB | TPP | PPP  |
| ------- | --------- | --- | --- | ---- | ---- | ---- | ---- | ---- | --- | --- | --- | ---- |
| 2001–02 | Detroit   | 10  | 10  | 40.8 | .475 | .000 | .436 | 16.1 | 1.2 | 1.9 | 2.6 | 7.3  |
| 2002–03 | Detroit   | 17  | 17  | 42.5 | .486 | .000 | .446 | 16.3 | 1.6 | 2.5 | 3.1 | 8.9  |
| 2003–04 | Detroit   | 23  | 23  | 40.2 | .454 | .000 | .427 | 14.3 | 1.9 | 1.9 | 2.4 | 10.3 |
| 2004–05 | Detroit   | 25  | 25  | 39.2 | .481 | .000 | .461 | 11.3 | 1.0 | 1.7 | 2.4 | 10.0 |
| 2005–06 | Detroit   | 18  | 18  | 35.7 | .465 | .000 | .273 | 10.5 | 1.7 | 1.3 | 1.2 | 4.7  |
| 2006–07 | Chicago   | 10  | 10  | 36.9 | .566 | .000 | .500 | 9.5  | 1.4 | 1.5 | 1.7 | 8.7  |
| 2007–08 | Cleveland | 13  | 13  | 23.4 | .515 | .000 | .350 | 6.5  | 1.2 | .6  | 1.1 | 3.2  |
| 2008–09 | Cleveland | 14  | 0   | 12.6 | .615 | .000 | .000 | 2.7  | .3  | .3  | .3  | 1.1  |
| Total   | Total     | 130 | 116 | 34.8 | .482 | .000 | .418 | 11.2 | 1.3 | 1.5 | 1.9 | 7.2  |

## Premiações, Honras e Recordes

### Prêmios e Honras
- Campeão da NBAː 2003-04
- 4 aparições no NBA All-star Game (Jogo das estrelas): 2002-03, 2003-04, 2004-05 e 2005-06
- 4 vezes NBA Defensive Player of the Year (Melhor Defensor do ano): 2001-02, 2002-03, 2004-05 e 2005-06Wallace e seu time recebendo honras do presidente na Casa Branca após o título em 2004

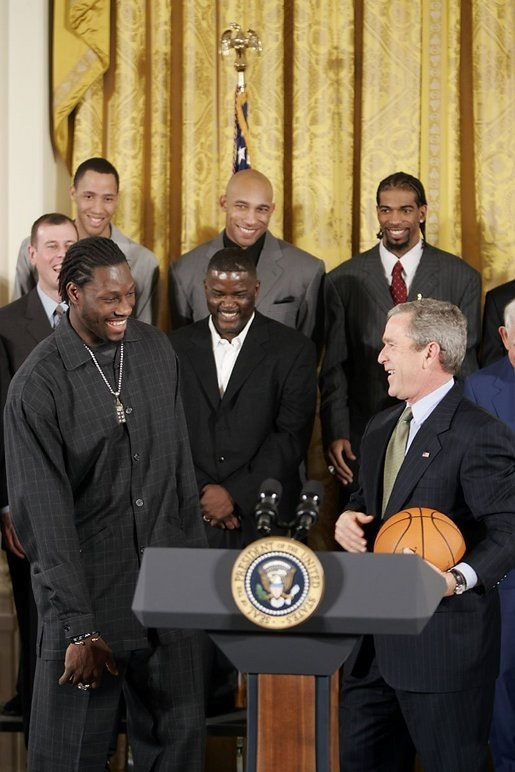
Wallace e seu time recebendo honras do presidente na Casa Branca após o título em 2004

- 6 vezes NBA All-Defensive Team (Equipe Defensiva):
  - Primeiro Time: 2001-02, 2002-03, 2003-04, 2004-05 e 2005-06
  - Segundo Time: 2006-07
- 5 vezes All-NBA Team:
  - Segundo Time: 2002-03, 2003-04 e 2005-06
  - Terceiro Time: 2001-02 e 2004-05
- Duas vezes líder da NBA em rebotes por jogo: 2001-02 (13.0), 2002-03 (15.4)
- Líder da temporada regular em média de tocos: 2001-02 (3.5)
- 2 vezes líder da temporada regular em rebotes totais: 2000-01 (1052), 2002-03 (1026)
- Líder da temporada regular em rebotes defensivos: 2000-01 (749)
- 2 vezes líder da temporada regular em rebotes ofensivos: 2002-03 (293), 2005-06 (301)
- Líder da temporada regular e média de tocos: 2001-02 (278)
- Jogador capa do jogo NBA 2k5
- Aposentou a sua camisa de número 3 com o Detroit Pistons
- Hall da Fama de Michigan: 2016

### Recordes da NBA
- Único jogador na história da NBA a registrar 1.000 rebotes, 100 bloqueios e 100 roubadas de bola em 4 temporadas consecutivas (2001-2004).
- Um dos três únicos jogadores na história da NBA a registrar 150 tocos e 100 roubos de bola em 7 temporadas consecutivas (2001-2007) (junto com Hakeem Olajuwon e David Robinson).[32][33]
- Um dos cinco únicos jogadores na história da NBA a liderar a liga em médias de rebotes e tocos por partida na mesma temporada (junto com Kareem Abdul-Jabbar, Bill Walton, Hakeem Olajuwon e Dwight Howard).
- Um dos três únicos jogadores na história da NBA com média de 15 rebotes e 3 tocos por jogo ao longo de uma temporada (junto com Kareem Abdul-Jabbar e Bob McAdoo).
- Único jogador não selecionado na história da NBA votado para ser titular no All-Star Game da NBA.
- Um dos dois jogadores da história da NBA a receber o prêmio de Jogador do Ano Defensivo da NBA por 4 vezes (junto com o Dikembe Mutombo).

### Recordes do Detroit Pistons
- Mais arremessos bloqueados de todos os tempos: 1.486 (2000–2006, 2009–2012)
- Mais arremessos bloqueados em:
  - Um jogo: 10 (10 de Novembro de 2002 vs Miami Heat)
  - Um tempo: 7 (1 de Fevereiro de 2003 vs. New Jersey Nets)
  - Um quarto: 5 (10 de março de 2002 vs. Indiana Pacers)
  - Uma temporada: 278 (2001–02)
- Maior média de tocos por partida: 2.3 (2000–2006, 2009–2012)
- Maior média de tocos por partida em uma temporada: 3,48 (2001–02)
- Maior número de roubos de bola em uma partida nos playoffs: 7 (Jogo 4, Primeira Rodada de 2003)